# Gavião (Bahia)
Gavião é um município brasileiro do estado da Bahia. Está localizado no semiárido baiano.

## Geografia

### Hidrografia
O município de Gavião é banhado pelo rio Jacuípe.

## Economia
A pecuária é um pilar importante da economia de Gavião, destacando-se a criação de gado caprino, ovino e sobretudo bovino.